# Ferreries
Ferreries (span. Ferrerías) ist eine Gemeinde auf der spanischen Baleareninsel Menorca. 2024 hatte die Gemeinde 5.114 Einwohner. Der gleichnamige Hauptort hatte 2008 4482 Einwohner.
Zu Ferreries gehört auch der Ferienort Cala Galdana.